# Sara Tunes
Sara Tunes (Medellín, 5 oktober 1989), echte naam Sara Agudelo Restrepo, is een Colombiaanse zangeres en model. Haar oeuvre bestaat uit popmuziek, dance, elektronische muziek, R&B en dubstep. De zangeres heeft een kenmerkende sopraanstem en nam op 11-jarige leeftijd haar eerste plaat El sol de la mañana op.
Na het winnen van een zangwedstrijd kreeg de 13-jarige Sara Tunes de mogelijkheid het compilatie-album Villancicos de todas las épocas met covers van artiesten als Thalía, Shakira, Selena Quintanilla Pérez, Michael Jackson, Juanes en Céline Dion op te nemen. Haar derde plaat ¿Para Qué? kwam in 2006 uit. In 2010 bracht Sara Tunes onder het platenlabel EMI Music Butterfly uit.
De zangeres werd naar eigen zeggen geïnspireerd door Colombiaanse artiesten als Shakira en Juanes en internationale artiesten als Thalía, Mariah Carey, Paulina Rubio, Selena Gomez, Lady Gaga, Hilary Duff en Rihanna.
Sara Tunes steunde publiekelijk regelmatig demonstraties tegen de gewapende bendes in Colombia, berucht om hun ontvoeringen; de FARC en de paramilitairen.

## Discografie
- 2012 - XOXO
- 2010 - Butterfly
- 2006 - ¿Para Qué?
- 2004 - Concurso Festival de Música
- 2003 - Villancicos de todas las épocas
- 2001 - El sol de la mañana